# Constantin Hagi Popp
Constantin Hagi Popp (? - 1809), român de origine aromână, a fost unul dintre cei mai importanți negustori și a făcut parte din valul de negustori levantini care au făcut comerț în Sibiu și în Țările Române.
Principalul magazin de desfacere al casei de negoț sibiană a fost amplasată pe strada principală din Sibiu, pe locul unde astăzi este construit Hotelul „Împăratul Romanilor”, și a avut sucursale în Craiova și Viena.
Între 1802 și 1803 a refăcut și finanțat Biserica din Groapă din Sibiu, iar pe lângă biserică a deschis o școala teologică.
El a condus compania comercianților levantini din Transilvania, preluând activitatea comercială de la socrul său, Hagi Petru Luca, în 1771 până la moartea sa în 1809.
După moartea sa în 1809, soția sa, Păunica, a preluat conducerea casei de comerț, alături de omul său de încredere, Stan Popovici, și de celălalt fiu al Păunicăi, Zenovie Hagi Constantin Popp.
A fost căsătorit cu Peuna Hagi Popp, fiica Stanei și al lui Hagi Petru Luca.
Nicolae Iorga a publicat în 1906 corespondența activității negustorești.
Arhiva Casei Comerciale Hagi Pop include 362 de mape, 143 797 de documente și 410 de registre.